# Distretto di Orbe
Il distretto di Orbe è stato un distretto del Canton Vaud, in Svizzera. Confinava con i distretti di Grandson a nord, di Yverdon a est, di Echallens a sud-est, di Cossonay a sud, di La Vallée a sud-ovest e con la Francia (dipartimento del Doubs nella Franca Contea) a nord-ovest. Il capoluogo era Orbe.
In seguito alla riforma territoriale entrata in vigore nel 2008 il distretto è stato soppresso e i suoi comuni sono entrati a far parte del distretto del Jura-Nord vaudois.
Amministrativamente era diviso in 4 circoli e 25 comuni:

## Baulmes
- Baulmes
- L'Abergement
- Lignerolle
- Rances
- Sergey
- Valeyres-sous-Rances
- Vuiteboeuf

## Orbe
- Bavois
- Chavornay
- Corcelles-sur-Chavornay
- Montcherand
- Orbe

## Romainmôtier-Envy
- Agiez
- Arnex-sur-Orbe
- Bofflens
- Bretonnières
- Croy
- Juriens
- La Praz
- Les Clées
- Premier
- Romainmôtier-Envy

## Vallorbe
- Ballaigues
- Vallorbe
- Vaulion

## Fusioni
- 1970: Envy, Romainmôtier → Romainmôtier-Envy